# Everclear (ликёр)
Данная статья о ликёре, о рок-группе см. Everclear.
Everclear — линейка ректифицированных спиртных напитков, производимые компанией из США Luxco. Он производится из зерна и разливается при крепости 60%, 75,5%, 94,5% и 95% спирта по объёму. Из-за последнего Everclear считается самым крепким ликёром. Everclear производится с 1920-х годов, торговая марка была зарегистрирована в 1950 году.

## Потребление
По словам производителя, Everclear не следует пить в чистом виде. Также производитель признает, что напиток имеет печальную репутацию из-за высокого содержания алкоголя. Вместо того, чтобы пить его в чистом виде, напиток следует разбавлять водой или другими ингредиентами, пока крепость напитка не достигнет значений других спиртных напитков или ликеров: водка, джин, ром и текила имеют концентрацию алкоголя, как правило, около 40% алкоголя по объему, а ликёры обычно содержат около 20% алкоголя.

## Запреты
Из-за своей крайне высокой крепости Everclear запрещен в 15 штатах США:
- Калифорния
- Флорида
- Гавайи
- Айова
- Мэн
- Мэриленд[4]
- Миннесота
- Невада
- Нью-Гэмпшир
- Нью-Йорк
- Северная Каролина
- Огайо
- Пенсильвания
- Вашингтон
- Виргиния[5]